# Rhaphidorrhynchium dendroligotrichum
Rhaphidorrhynchium dendroligotrichum är en bladmossart som beskrevs av Brotherus 1925. Rhaphidorrhynchium dendroligotrichum ingår i släktet Rhaphidorrhynchium och familjen Sematophyllaceae. Inga underarter finns listade i Catalogue of Life.